# Экута, Кэтрин
Кэтрин Эва Экута (англ. Catherine Ewa Ekuta; род. 25 ноября 1979, Лагос) — нигерийская дзюдоистка, представительница полулёгкой, лёгкой и полусредней весовых категорий. Выступала за национальную сборную Нигерии по дзюдо в период 1999—2007 годов, чемпионка Всеафриканских игр, бронзовая призёрка чемпионатов Африки, победительница турниров международного и национального значения, участница летних Олимпийских игр в Афинах.

## Биография
Кэтрин Экута родилась 25 ноября 1979 года в Лагосе, Нигерия.
Первого серьёзного успеха на взрослом международном уровне добилась в сезоне 1999 года, когда вошла в основной состав нигерийской национальной сборной и побывала на Всеафриканских играх в Йоханнесбурге, откуда привезла награду бронзового достоинства, выигранную в зачёте полулёгкой весовой категории.
В 2000 году в полулёгком весе стала бронзовой призёркой чемпионата Африки в Алжире.
На домашних Всеафриканских играх 2003 года в Абудже одержала победу в лёгком весе.
В 2004 году победила на международных турнирах в Маврикии и Германии, взяла бронзу на африканском первенстве в Тунисе. Благодаря череде удачных выступлений удостоилась права защищать честь страны на летних Олимпийских играх в Афинах, однако уже в стартовом поединке категории до 57 кг потерпела поражение от швейцарки Лены Гёльди и сразу же выбыла из борьбы за медали.
После афинской Олимпиады Экута осталась в составе дзюдоистской команды Нигерии и продолжила принимать участие в крупнейших международных турнирах. Так, в 2005 году она выступила на чемпионате Африки в Порт-Элизабете, где выиграла бронзовую медаль в полусредней весовой категории.
В 2007 году завоевала бронзовую медаль на Всеафриканских играх в Алжире и отметилась выступлением на чемпионате мира в Рио-де-Жанейро, где в 1/32 финала уступила китаянке Сюй Лили. Вскоре по окончании этих соревнований приняла решение завершить спортивную карьеру.